# Francesco Antonio Marcucci
Francesco Antonio Marcucci (ur. 27 listopada 1717 w Force, zm. 12 lipca 1798 w Ascoli Piceno) – włoski duchowny katolicki, biskup Montalto, tytularny łaciński patriarcha Konstantynopola, Czcigodny Sługa Boży Kościoła katolickiego.

## Życiorys
Francesco Antonio Marcucci urodził się 27 listopada 1717 roku. Święcenia kapłańskie otrzymał 25 lutego 1741 roku, a w lipcu 1742 roku został mianowany przez papieża Benedykta XIV na misjonarza apostolskiego. Założył zgromadzenie Congregazione delle Suore pie Operaie dell'Immacolata. W następnym roku otworzył swoją pierwszą szkołę.
W 1770 roku Klemens XIV mianował go biskupem Montalto, a 15 sierpnia tego samego roku otrzymał sakrę w Rzymie. Zmarł 12 lipca 1798 roku w wieku 81 lat. W 2010 roku został ogłoszony Czcigodnym Sługą Bożym.